# 'O sfaticato/L'urdema nustalgia
‘O sfaticato/L'urdema nustalgia, pubblicato nel 1960, è un singolo del cantante italiano Mario Trevi

## Descrizione
Il singolo presenta due incisioni inedite di Trevi.

## Tracce
Lato A
- ‘O sfaticato(Riccardi-Acampora-Fiorilli)

Lato B
- L'urdema nustalgia (Pereila-Acampora-La Commara-Fiorelli)

## Incisioni
Il singolo fu inciso su 45 giri, con marchio Durium- serie Royal (QCA 1125). 
Direzione arrangiamenti: M° Mario De Angelis.